# Sport automobile au Royaume-Uni
Le sport automobile est l'un des sports les plus populaires au Royaume-Uni. Cette nation est l'une des plus importantes de l'histoire du sport automobile à partir de la deuxième moitié du XXe siècle, avec de nombreux pilotes sacrés champions du monde de différentes catégories, des écuries automobiles parmi les plus prestigieuses (comme McLaren Racing, Williams F1 Team, Team Lotus). Le Royaume-Uni accueille des manches des championnats les plus prestigieux. La Motor Sports Association est l'organisation qui dirige le sport automobile au Royaume-Uni.

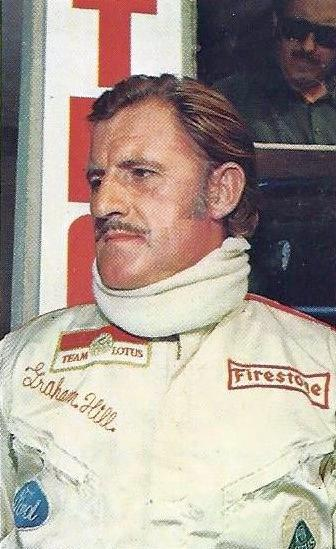
Graham Hill est le seul pilote au monde à détenir la Triple couronne.

## Historique

### La Belle-Époque (1896-1914)
L'essor de l'industrie automobile britannique fut à l'origine ralentie par le Locomotive Act de 1865. En 1896, un amendement connu comme l'Emancipation Act, repousse la limitation de vitesse de 6 km/h à (23 km/h). À la suite de la nouvelle loi, la première vraie compétition automobile se tient le 14 novembre de la même année entre Londres et Brighton, deux ans seulement après la première course de l'histoire se déroulant en France entre Paris et Rouen.

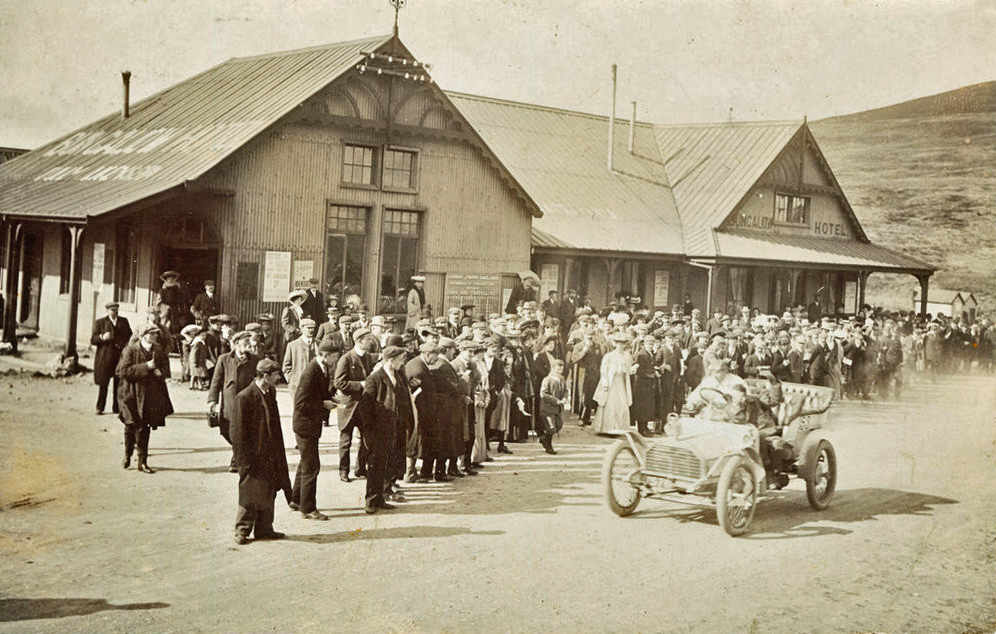
Photo de John Napier sur Arrol-Johnston lors du Tourist Trophy de 1905.

Après cette compétition, les courses automobiles se tenant au Royaume-Uni restent toutefois exceptionnelles (parfois sur de courtes distances dans de riches domaines privés), en comparaison du nombre croissant de courses se déroulant en France, en Allemagne ou en Italie. Les Reliability Trail priment sur les routes, d'où la performance pure est exclue. La première participation des pilotes et constructeurs britanniques à la Coupe internationale a lieu lors de la 3e édition en 1902. Selwyn Edge remporte la course sur Napier. L'édition suivante se tient ainsi en Irlande, partie intégrante du Royaume-Uni jusqu'en 1921. À cette occasion, le vert devient la livrée nationale de course, qui le restera officiellement jusqu'en 1968.
À partir de 1902, le Royal Automobile Club et l'Association of Motor Manufactures and Traders militent pour supprimer les limitations de vitesse, ce qui conduit au Motor Car Act de 1903 et une nouvelle limite de 32 km/h. En 1905, le premier Tourist Trophy se déroule sur l'île de Man. et devient la plus importante épreuve annuelle au pays. Le 24 janvier Arthur MacDonald est le premier britannique à battre le record de vitesse terrestre.
La Première Guerre mondiale entraîna la suspension de quasiment toutes les épreuves automobiles en Europe. Durant cette période, Dario Resta s'affirme comme le meilleur pilote britannique en remportant en 1916 les 500 miles d'Indianapolis et le National Championship.

### Les années folles (1919-1939)
La présence et l'importance britannique reste relativement anonyme durant les courses de l'entre-deux-guerres. Le premier Grand Prix de Grande-Bretagne (officiellement Grand Prix du RAC) se tient en 1926 sur le circuit de Brooklands et la deuxième édition l'année suivante. Les français Louis Wagner
et Robert Sénéchal puis Robert Benoist privent les pilotes britanniques, et notamment Malcolm Campbell, de remporter leur Grand Prix national. Ces deux éditions comptent pour le Championnat du monde des manufacturiers. Le meilleur résultat dans ce championnat est la 6e place obtenue par Sunbeam en 1925. Durant cette période, Henry Segrave se distingue en remportant le Grand Prix de France 1923 (premier britannique à remporter une Grande Épreuve).
À partir de 1926, William Grover-Williams commence à concourir sur Bugatti. Il devient à partir de 1928 un des meilleurs pilotes Bugatti aux côtés de Louis Chiron et Albert Divo. Il s'impose notamment à deux reprises lors du Grand Prix de France et à la première édition du Grand Prix de Monaco. Il reste toutefois un des rares pilotes à concourir sous la bannière britannique en Grand Prix.

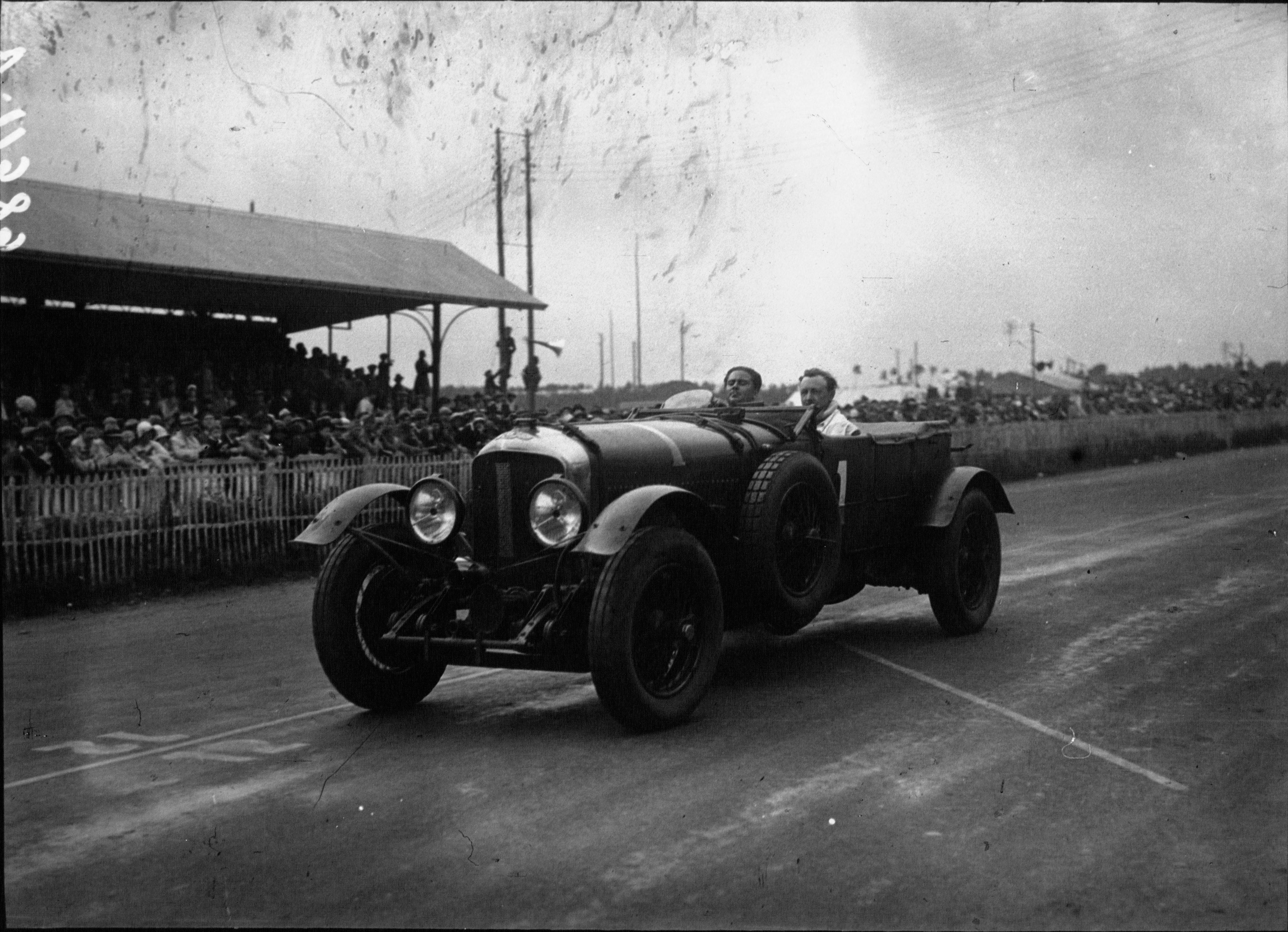
La Bentley no 1 de Barnato et Birkin victorieuse des 24 Heures du Mans 1929.

À la course des 24 Heures du Mans en revanche, Bentley brille et remporte cinq des huit premières éditions. Woolf Barnato gagne l'épreuve trois fois consécutivement, une performance surpassée seulement lors des années 2000 par le danois Tom Kristensen.
Le Rallye de Grande-Bretagne, créé en 1932, est l'un des rallyes les plus célèbres au monde, et figure au calendrier du Championnat du monde des rallyes (WRC). Ce championnat a été remporté deux fois par des Britanniques, en 1995 par Colin McRae et en 2001 par Richard Burns. Même s'ils n'ont été sacrés qu'une fois, ils sont reconnus comme des pilotes parmi les plus talentueux de l'histoire du rallye.
En 1933, Humphrey Cook, Raymond Mays et Peter Berthon fondent l'English Racing Automobiles (ERA). Leur ambition est de former une équipe capable de défendre le prestige britannique. Toutefois, face à la concurrence des italiennes Maserati et d'Alfa Romeo puis des allemandes Auto Union et Mercedes-Benz soutenues par le régime nazi, le bilan reste mitigé. Initialement pilote chez ERA, Richard Seaman est recruté par Mercedes à la fin de l'année 1936. Le pilote originaire du Sussex a auparavant démontré ses qualités dans la catégorie des voiturettes. Seul pilote anglais dans une écurie soutenue par le chancelier Adolf Hitler lui-même, Seaman reste dans l'ombre de ses coéquipiers tels Rudolf Caracciola ou Hermann Lang et le prive d'une reconnaissance véritable en Angleterre. En 1938, il remporte le Grand Prix d'Allemagne et termine 4e du championnat d'Europe des pilotes. Considéré comme le meilleur pilote de Grand Prix britannique de l'entre-deux-guerres, il trouve la mort lors du Grand Prix de Belgique 1939.
La Seconde Guerre mondiale met un terme aux courses automobiles en Europe. Les dégâts causées par six années de guerre modifièrent le rapport de force dans l'industrie automobile.

### Les années d'après guerre

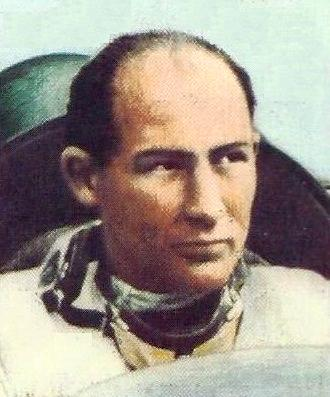
Stirling Moss.

En 1948 le Royal Automobile Club obtient l'autorisation de la Royal Air Force d'utiliser sa base aérienne située à Silverstone pour l'organisation de la 3e édition du Grand Prix de Grande-Bretagne. Le circuit accueille la première manche du championnat du monde de Formule 1, le 13 mai 1950 ; toutefois, la première manche de ce championnat mondial n'est pas courue par plusieurs écuries et pilotes, préférant s'aligner sur d'autres courses. Lors de cette course, le Britannique Reg Parnell se classe en troisième position, décrochant son unique podium en Formule 1. Le 21 juillet 1951 se déroule l'unique Grand Prix d'Écosse de l'histoire mais la course ne compte pas pour le championnat de Formule 1. Il faut attendre la saison 1953 pour voir le premier pilote britannique, Mike Hawthorn remporter une course du championnat.
À partir de 1953, le nouveau Championnat du monde des voitures de sport regroupe les principales épreuves d'endurance et devient également le second championnat le plus prestigieux après celui des monoplaces de type Formule 1. Les constructeurs Jaguar et Aston Martin défendent les couleurs britanniques, récompensé par le titre d'Aston Martin en 1959.

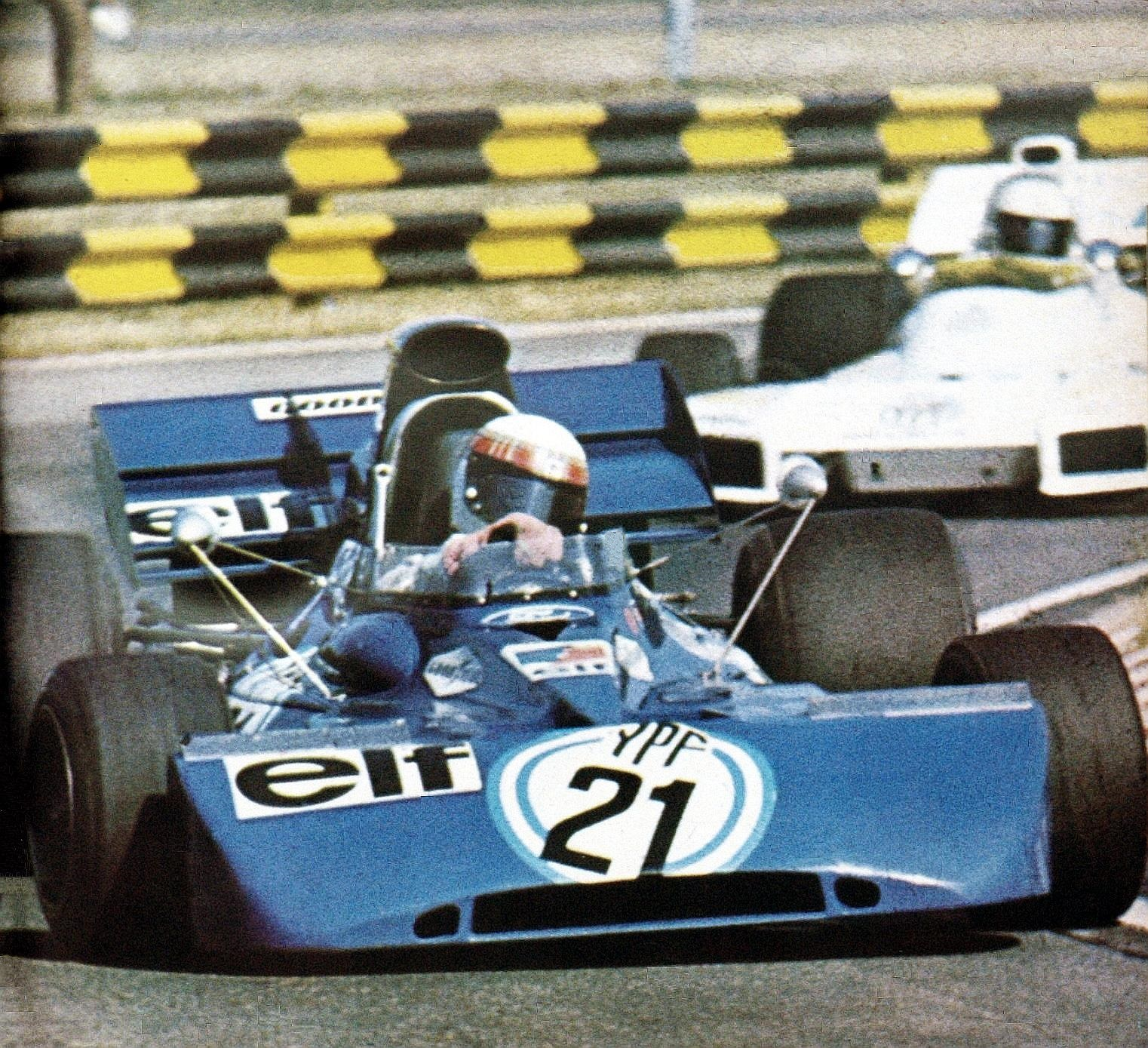
Jackie Stewart chez Tyrrell, début 1972.

C'est à la fin des années 1950 que les Britanniques se montrent aux avant-postes à la régulière en Grand Prix : ainsi, Mike Hawthorn devient champion du monde en 1958. Stirling Moss, quadruple vice-champion du monde entre 1955 et 1958, est considéré comme le « meilleur pilote n'ayant jamais pu gagner de championnat du monde ». Dans les années 1960, le Royaume-Uni assoit sa domination sur la discipline, avec les titres de Graham Hill (1962, 1968), Jim Clark (1963, 1965) et John Surtees (1964). Jackie Stewart devient triple champion du monde de Formule 1, avec ses titres en 1969, 1971 et 1973.
En 1972, Graham Hill remporte les 24 Heures du Mans, ce qui lui permet de devenir le premier pilote à posséder la Triple couronne. 
James Hunt, champion en 1976, reste le dernier champion britannique pendant 16 longues années et les titres de Nigel Mansell en 1992 et de Damon Hill, fils de Graham, en 1996. 
Derrière la Scuderia Ferrari, les équipes britanniques sont parmi les plus titrées en Formule 1, avec notamment McLaren Racing et Williams F1 Team, ou encore Team Lotus et Brabham. Huit des onze écuries actuelles sont basées au Royaume-Uni.

### LeXXIesiècle

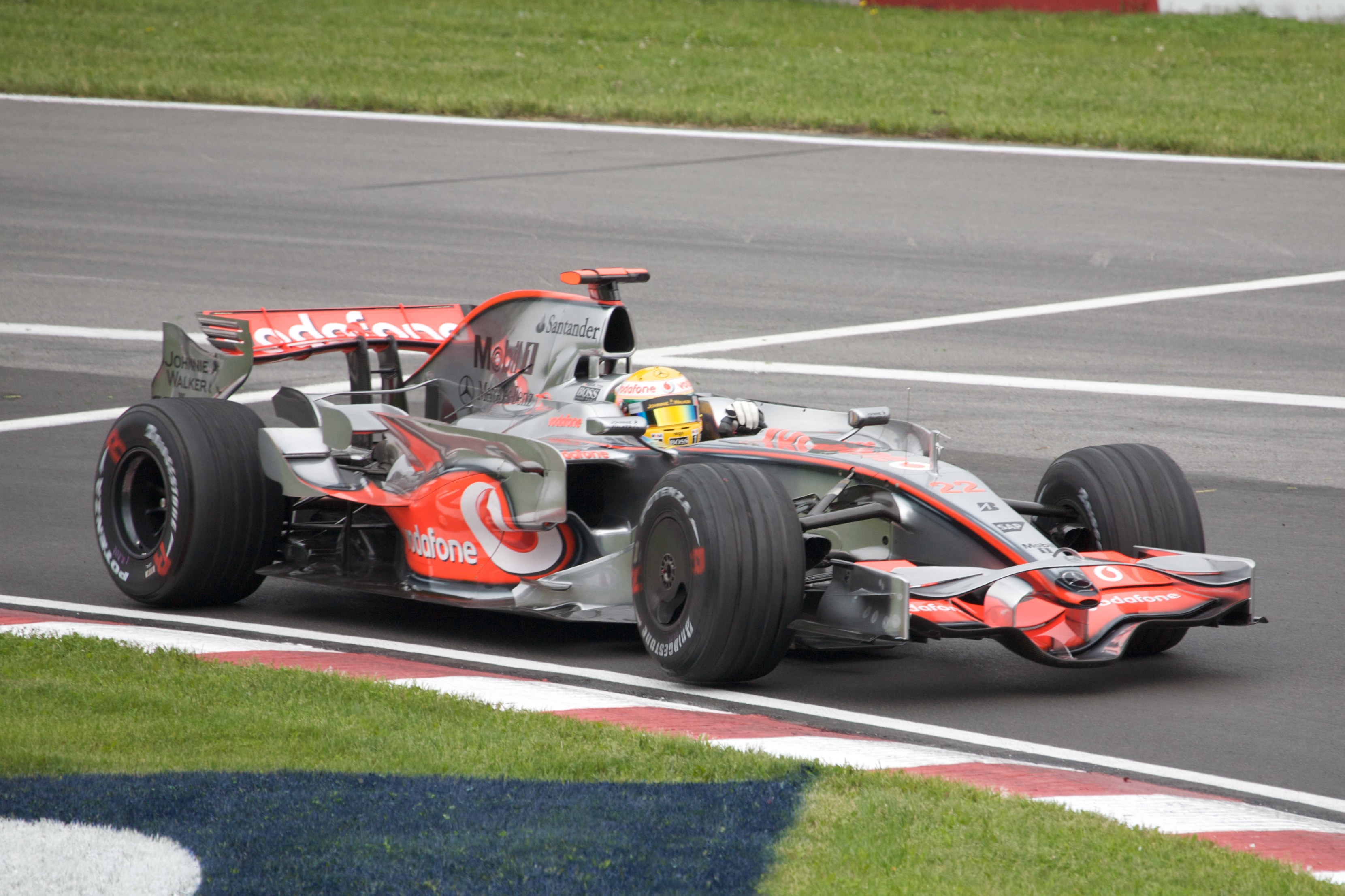
Lewis Hamilton sur McLaren en 2008, l'année de son premier titre.

Après les succès en Formule 1 de McLaren, porté par le finlandais Mika Häkkinen en 1998 et 1999, la Scuderia Ferrari puis Renault F1 Team domine le championnat. Malgré les bons résultats de David Coulthard et d'Eddie Irvine il faut de nouveau attendre douze années pour voir un pilote, Lewis Hamilton, devenir le plus jeune champion du monde de l'histoire de la Formule 1, en 2008. L'année suivante, c'est Jenson Button qui remporte le championnat. Lewis Hamilton est par la suite sacré en 2014, 2015, 2017, 2018, 2019 et 2020.
En Amérique du Nord, l'écossais Dario Franchitti remporte les IndyCar Series en 2007, 2009, 2010 et 2011. Il remporte également les 500 miles d'Indianapolis en 2007, 2010 et 2012. En 2005 (puis en 2011) Dan Wheldon avait également remporté cette épreuve, une première pour un pilote britannique depuis Graham Hill en 1966.
En 2012, le nouveau Championnat du monde d'endurance succède au Championnat du monde des voitures de sport disparu en 1992. Allan McNish en 2013 puis Anthony Davidson l'année suivante deviennent Champion du monde. Aston Martin Racing remporte le titre en catégorie GTAm en 2014.

## Compétitions

### Formule 1
Le Grand Prix automobile de Grande-Bretagne est l'une des épreuves majeures du calendrier de la Formule 1 : l'évènement a principalement été accueilli au Circuit de Silverstone, mais aussi plus ou moins brièvement au Circuit de Brands Hatch et à Aintree. Le Grand Prix automobile d'Europe s'est tenu à Brands Hatch à deux reprises (1983 et 1985), puis à Donington Park (1993).
Lors des années 2000, la majorité des écuries ont leur siège social et leur installation en Angleterre, plus particulièrement dans l'Oxfordshire. Pour la saison 2019, sept écuries sur dix y sont localisées.

### Monoplace nord-américaine

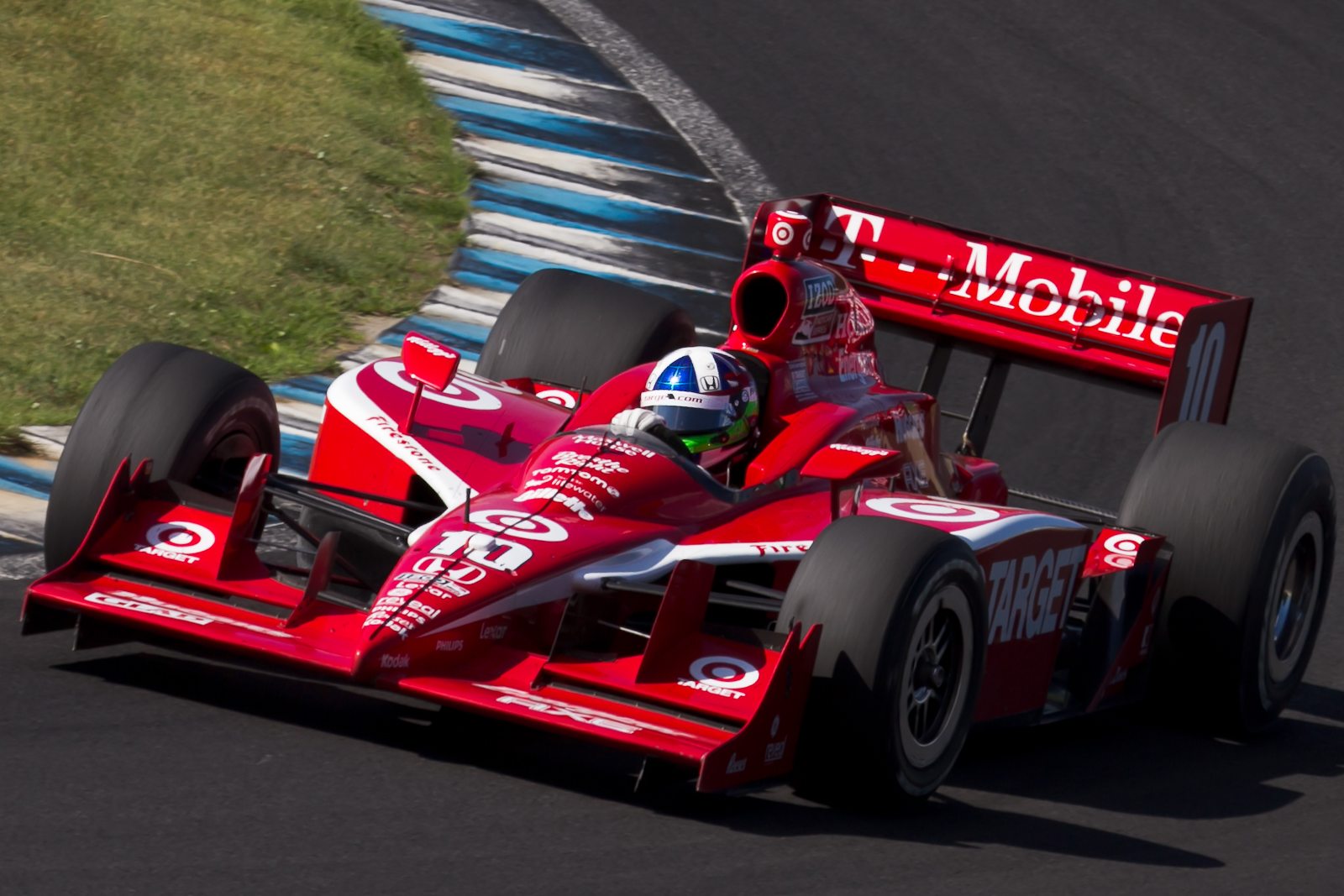
Dario Franchitti en 2011, l'année de son quatrième titre.

Le circuit de Silverstone, ainsi que celui de Brands Hatch, accueillent en 1978, l'USAC, championnat américain de monoplaces, en tant que manches hors-championnat dans le Grand Prix de Grande-Bretagne de Champ Car. En 2001 et 2002, le Rockingham Motor Speedway, rare « Ovale » en Angleterre, accueille le CART, et Brands Hatch reçoit le championnat en 2003.
L'Écossais Dario Franchitti est l'un des plus grands champions du monde d'IndyCar, avec quatre titres en 2007, 2009, 2010, et 2011. Nigel Mansell remporte la saison 1993 de CART et Dario Resta, champion de l'AAA en 1916. Le même Franchitti remporte à trois reprises les 500 miles d'Indianapolis, Dan Wheldon, deux fois, et Jim Clark, Graham Hill et Dario Resta se sont imposés une fois chacun.

### Rallye

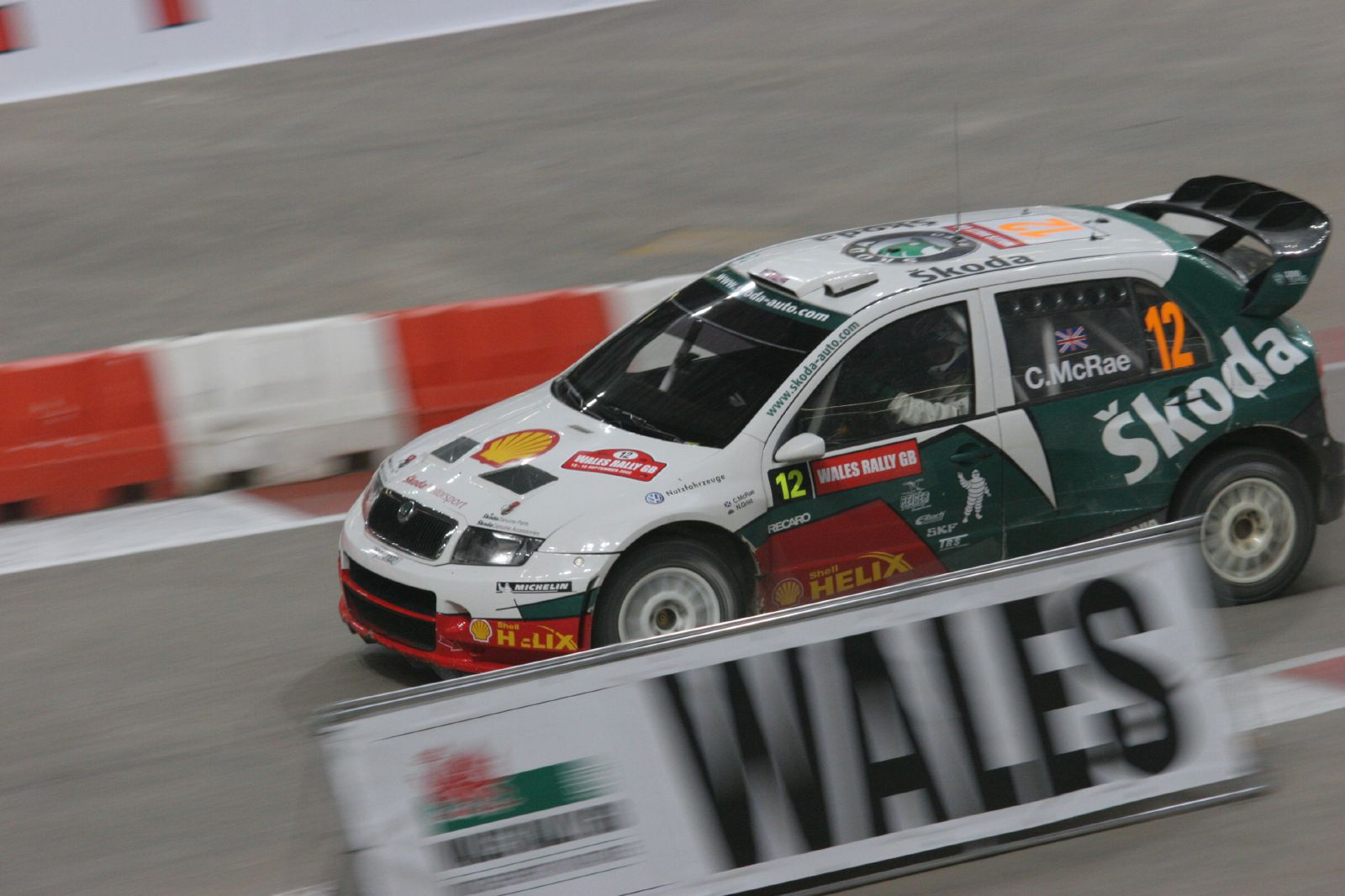
Colin McRae en 2005.

Le Championnat d'Angleterre des rallyes est créé en 1958 et existe toujours. Un Championnat d'Écosse des rallyes existe depuis 1968.

### Supertourisme

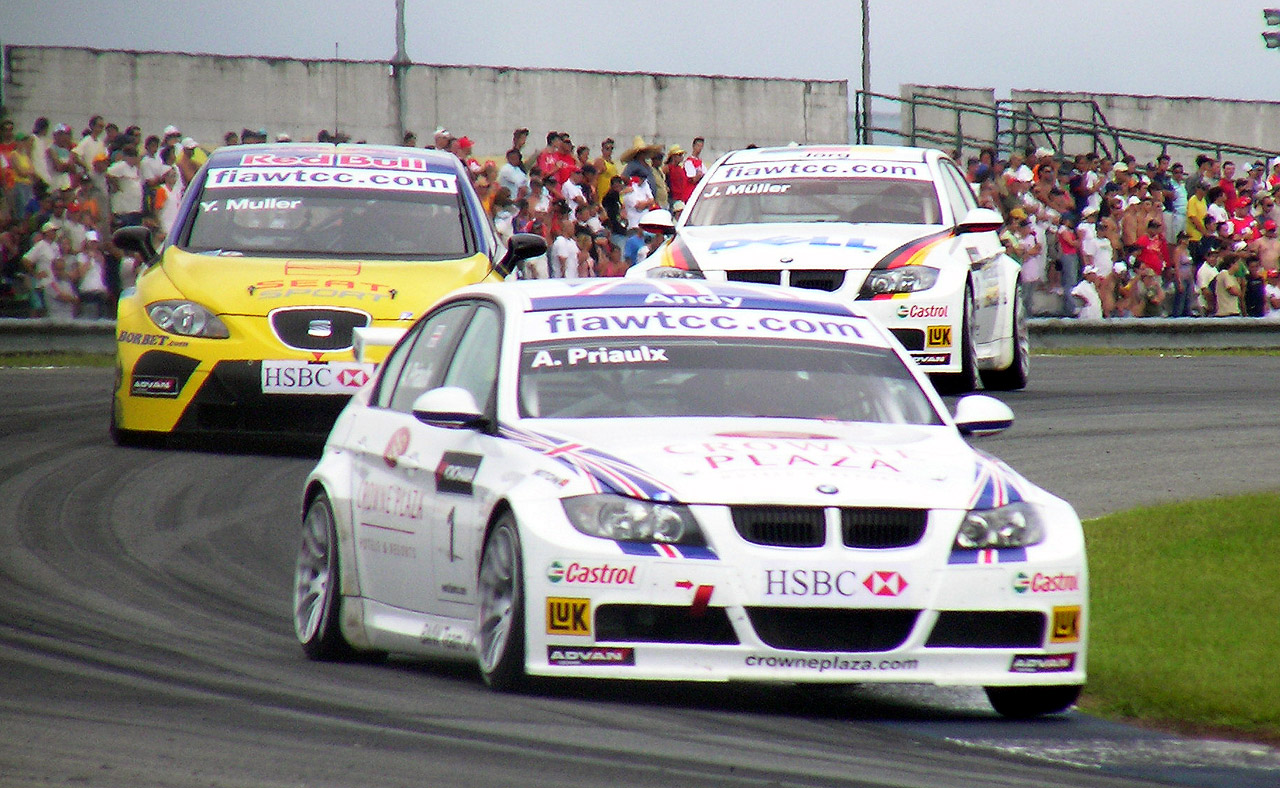
Andy Priaulx en 2007, l'année de son troisième titre.

Le British Touring Car Championship (BTCC) est l'un des championnats nationaux de supertourisme les plus réputés au niveau mondial, ayant vu des champions comme Jim Clark, Gabriele Tarquini, Alain Menu et Yvan Muller. La discipline accueille également de nombreux constructeurs différents.
Le Royaume-Uni est l'un des pays les importants du Championnat du monde des voitures de tourisme (WTCC), avec notamment le pilote Andy Priaulx, triple champion du monde entre 2005 et 2007. La Grande-Bretagne figure au calendrier du WTCC de 2005 à 2011, avec une édition à Silverstone, cinq à Brands Hatch et une à Donington Park.
En Deutsche Tourenwagen Masters (DTM), le Royaume-Uni accueille le championnat allemand de 2002 à 2003 sur le tracé de Donington Park et de 2006 à 2013 à Brands Hatch. Deux Britanniques sont sacrés : Gary Paffett en 2005 et Paul di Resta en 2010. Les Britanniques se constituent régulièrement comme le deuxième plus important contingent de pilote derrière l'Allemagne.

### Endurance

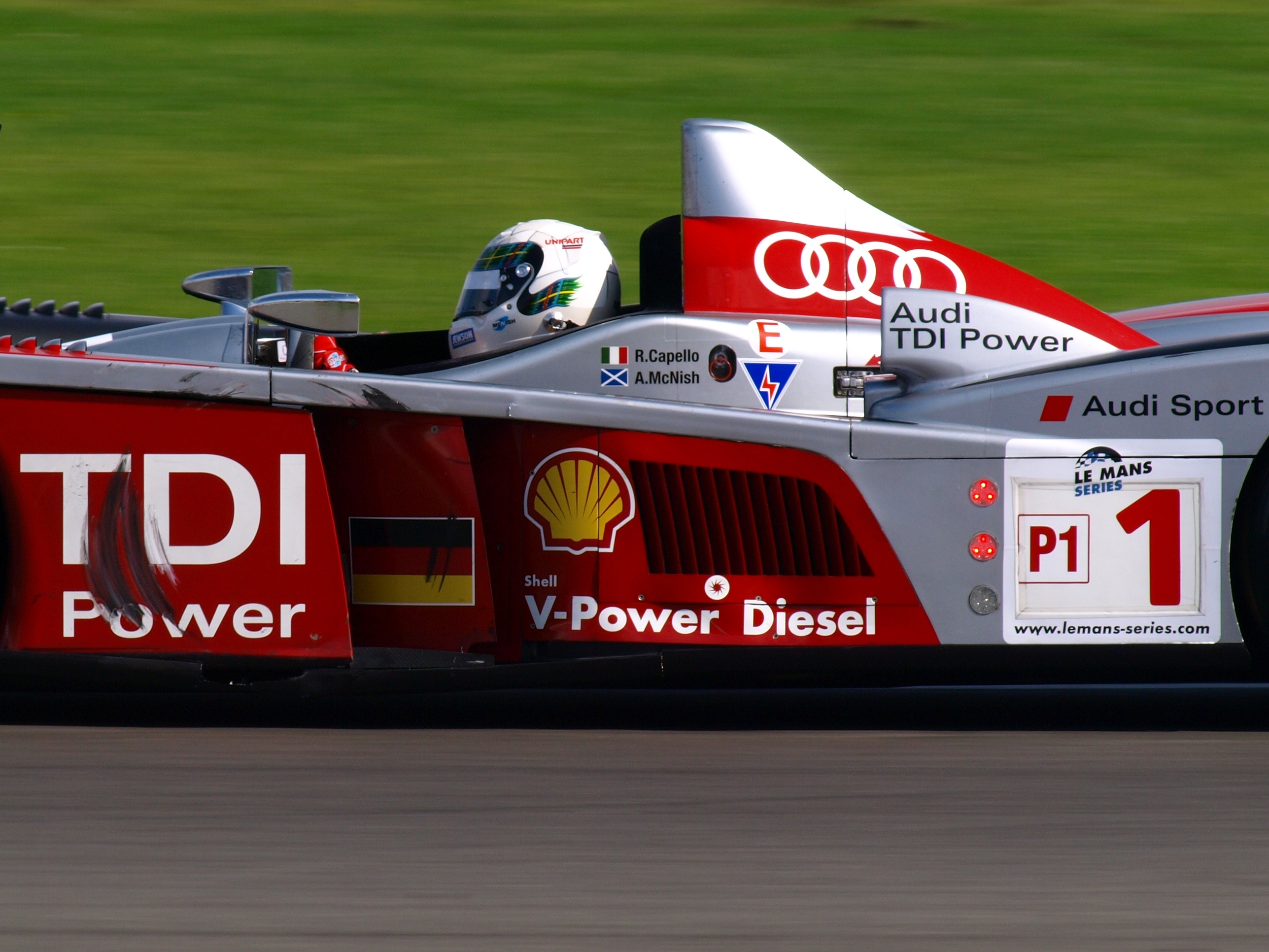
Allan McNish, aux 1 000 kilomètres de Silverstone 2008, qu'ils remporte.

Aux 24 Heures du Mans, le Royaume-Uni est l'une des nations les plus importantes, du côté des équipes et des pilotes. Ainsi, Jaguar s'est imposé à sept reprises, tandis que Bentley Motors a remporté l'épreuve six fois. Pour les pilotes, le Royaume-Uni, en 2015, a remporté autant de victoires que la France, avec 42 victoires, dont cinq pour le seul Derek Bell, ainsi que trois pour Woolf Barnato et pour Allan McNish.
Le Circuit de Silverstone accueille le Championnat du monde d'endurance FIA depuis 2012, sa création, à l'occasion des 6 Heures de Silverstone.

### Sport automobile historique

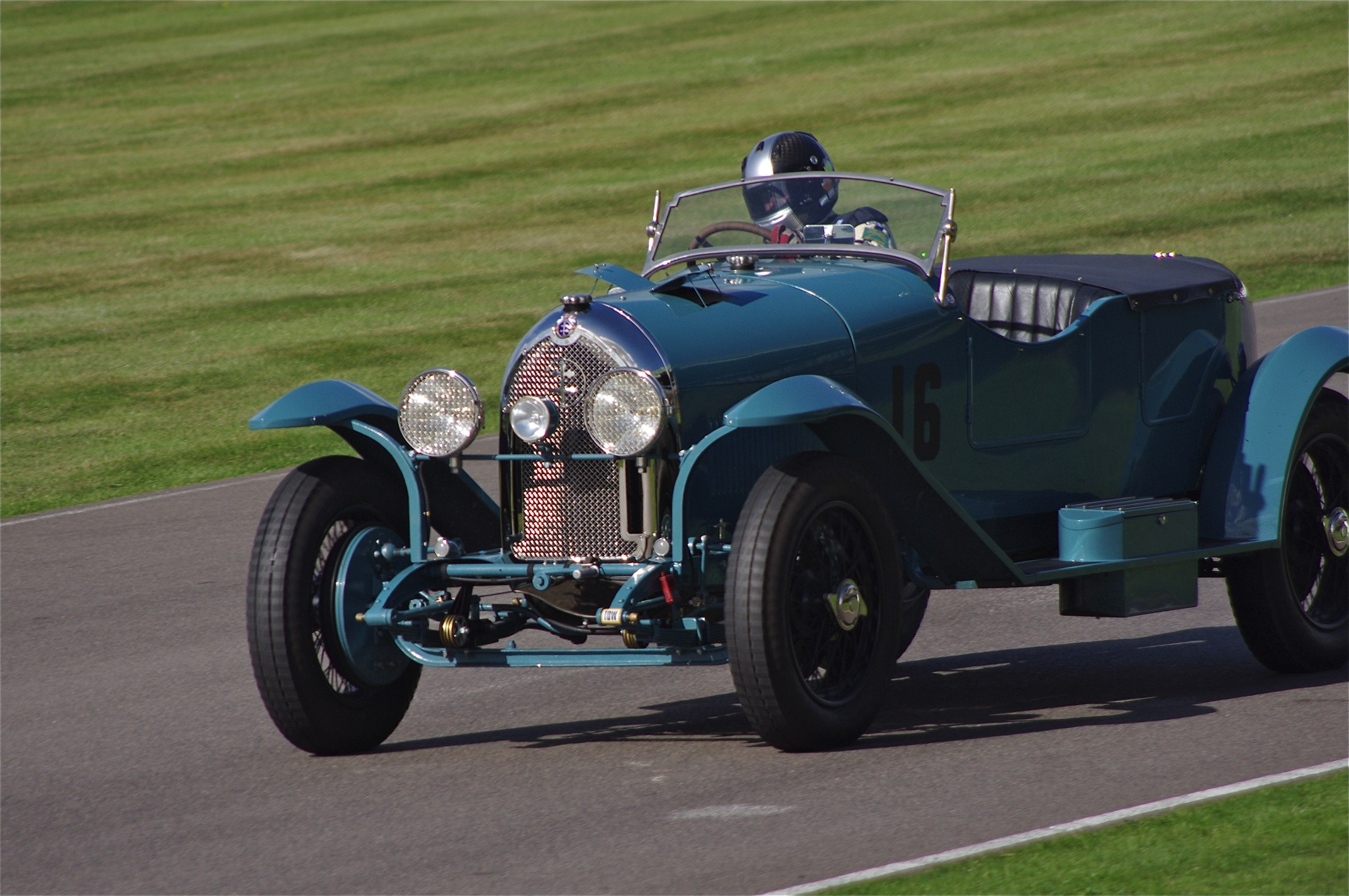
Une Lorraine-Dietrich B3-6 de 1925, vue au Goodwood Revival de 2012.

De nombreuses démonstrations de voitures historiques sont effectuées au Royaume-Uni, considéré comme l'un des berceaux du sport automobile, avec notamment le Goodwood Revival sur le Circuit de Goodwood, et le Silverstone Classic sur le Circuit de Silverstone.

## Circuits majeurs
De nombreux différents circuits ont été utilisés au cours du temps pour différentes compétitions du sport automobile, rendant célèbres plusieurs circuits : 
- Circuit de Brooklands
- Circuit d'Aintree
- Circuit de Brands Hatch
- Donington Park
- Circuit de Goodwood
- Circuit de Lydden Hill
- Rockingham Motor Speedway
- Circuit de Silverstone

## Palmarès

### Pilotes britanniques champions du monde

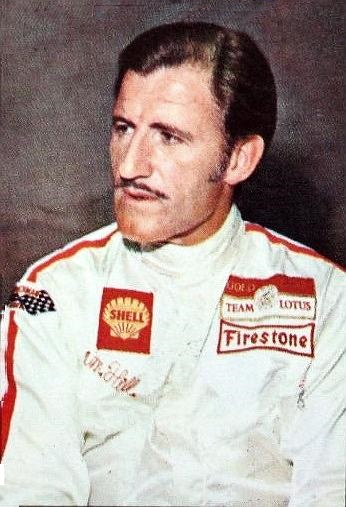
Graham Hill : 2 titres en Formule 1 en 1962 et 1968.
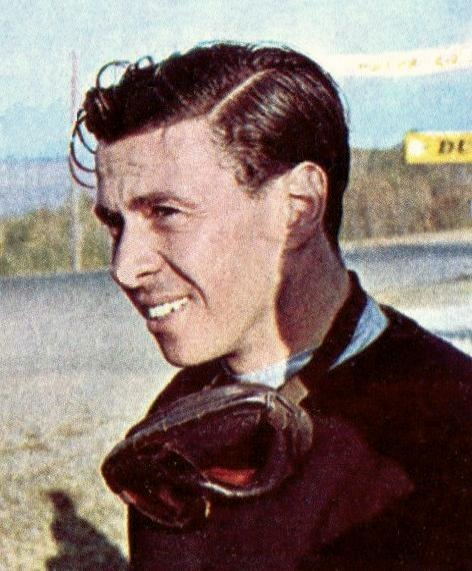
Jim Clark : 2 titres en Formule 1 en 1963 et 1965.
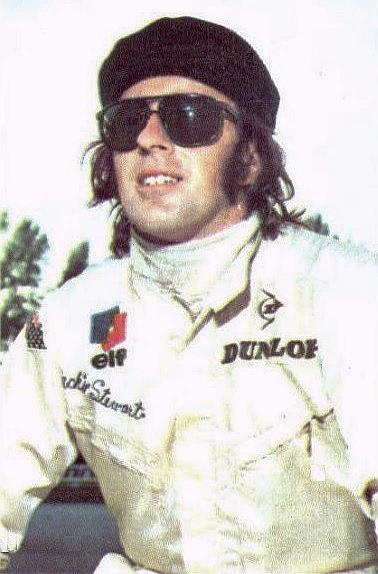
Jackie Stewart : 3 titres en Formule 1 en 1969, 1971 et 1973.
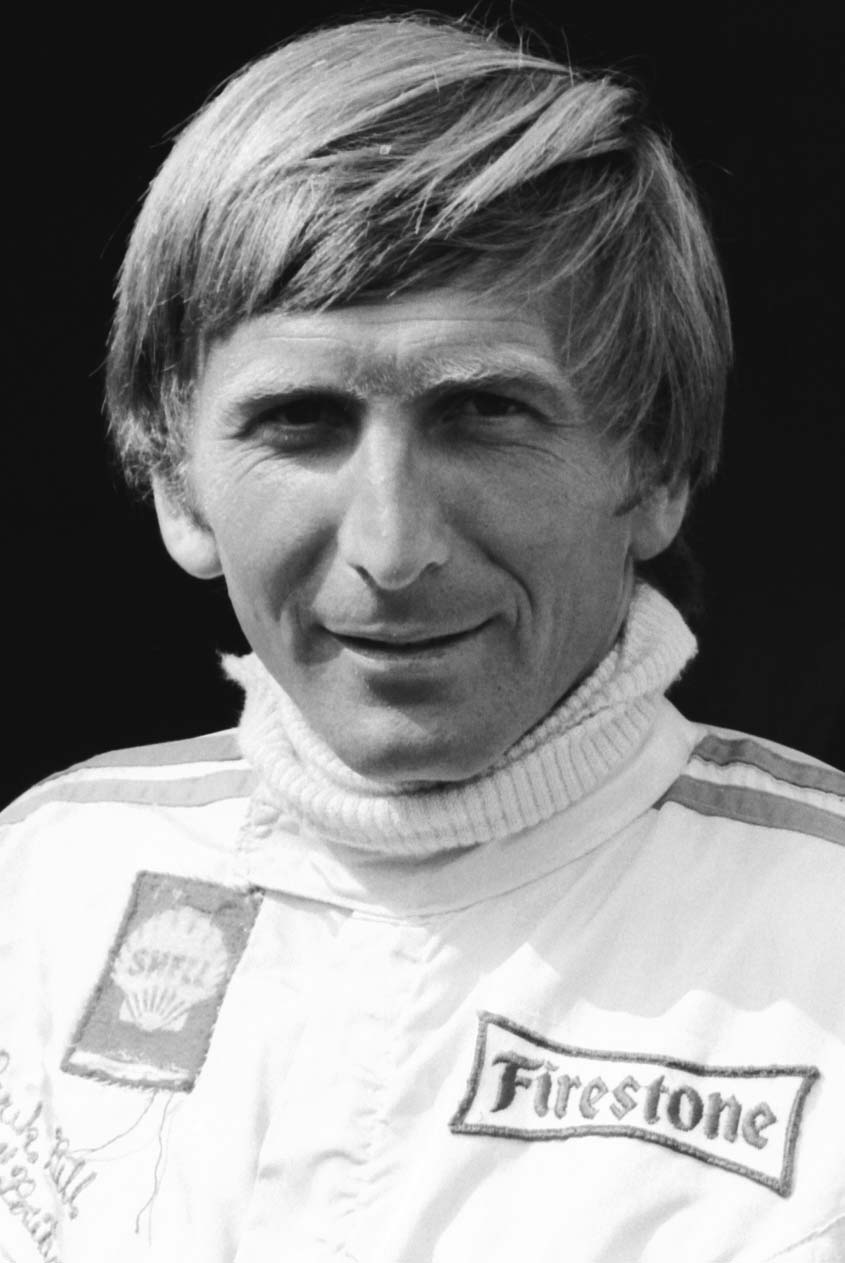
Derek Bell : 2 titres en endurance (WSC) en 1985 et 1986.
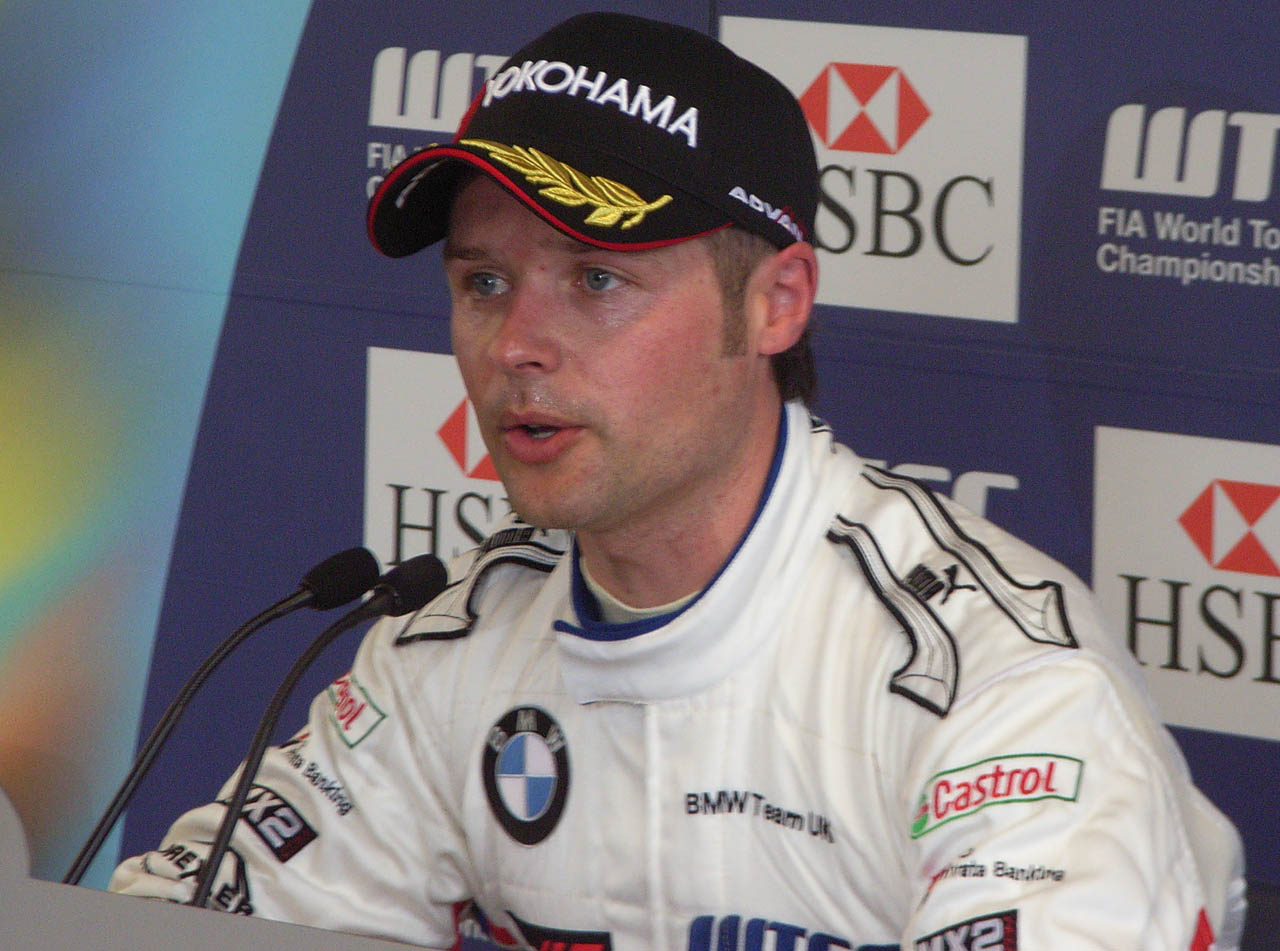
Andy Priaulx : 3 titres en voiture de tourisme (WTCC) en 2005, 2006 et 2007.
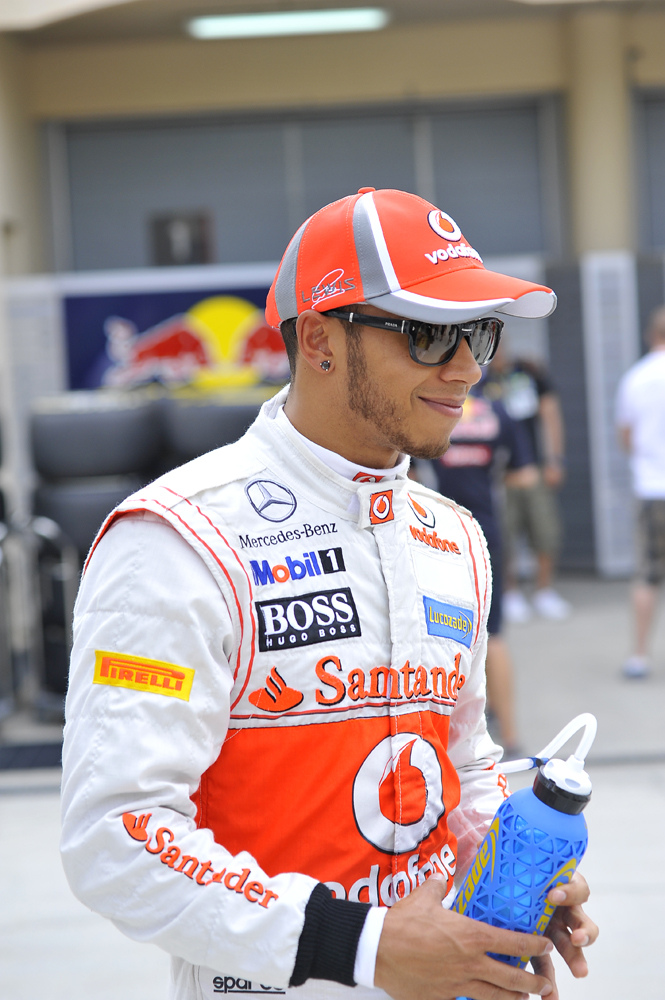
Lewis Hamilton : 7 titres en Formule 1 en 2008, 2014, 2015, 2017, 2018, 2019 et 2020.

- Mike Hawthorn : un titre en Formule 1 en 1958
- John Surtees : un titre en Formule 1 en 1964
- James Hunt : un titre en Formule 1 en 1976
- Nigel Mansell : un titre en Formule 1 en 1992
- Damon Hill : un titre en Formule 1 en 1996
- Jenson Button : un titre en Formule 1 en 2009
- Martin Brundle : un titre en endurance catégorie C en 1988
- Derek Warwick : un titre en endurance catégorie C1 en 1992
- Colin McRae : un titre en rallye en 1995
- Richard Burns : un titre en rallye en 2001
- Robert Huff : un titre en tourisme en 2012
- Allan McNish : un titre en endurance en 2013
- Anthony Davidson : un titre en endurance en 2014
- James Calado : trois titres en GT endurance en 2017, 2021, 2022
- Mike Conway : deux titres en endurance en 2020, 2021

### Constructeurs et écuries britanniques champions du monde

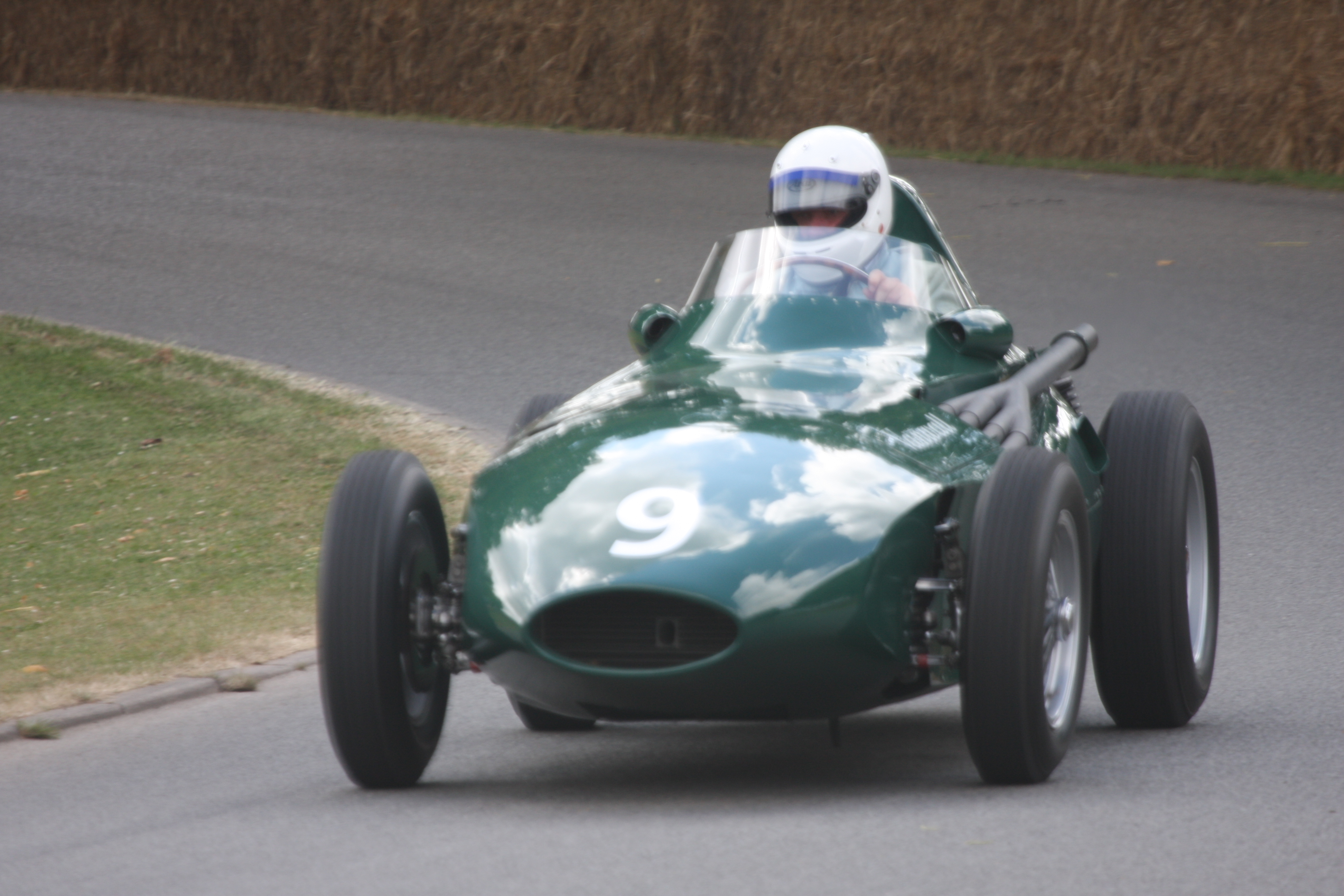
Vanwall VW57 (1958)
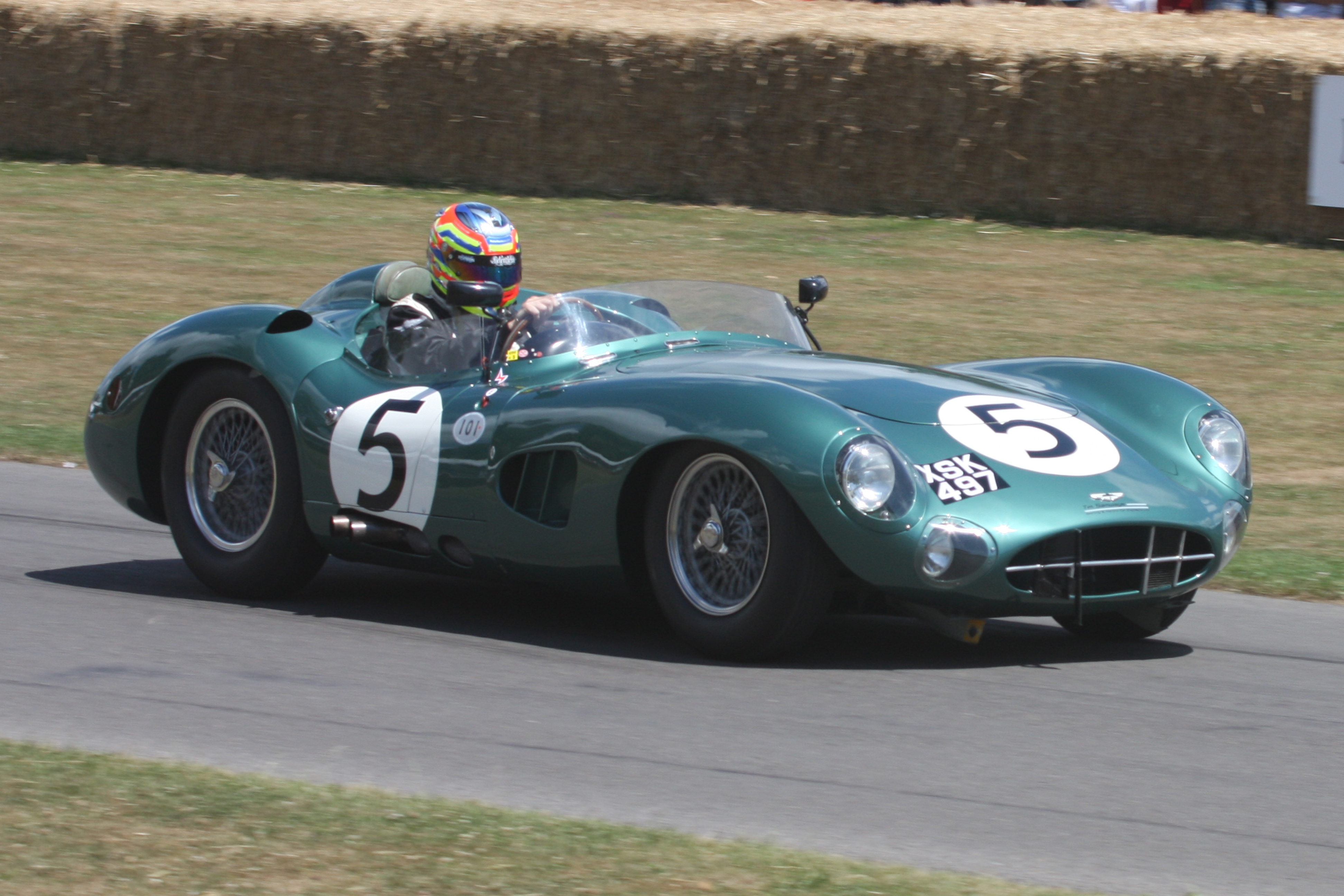
Aston Martin DBR1 (1959)
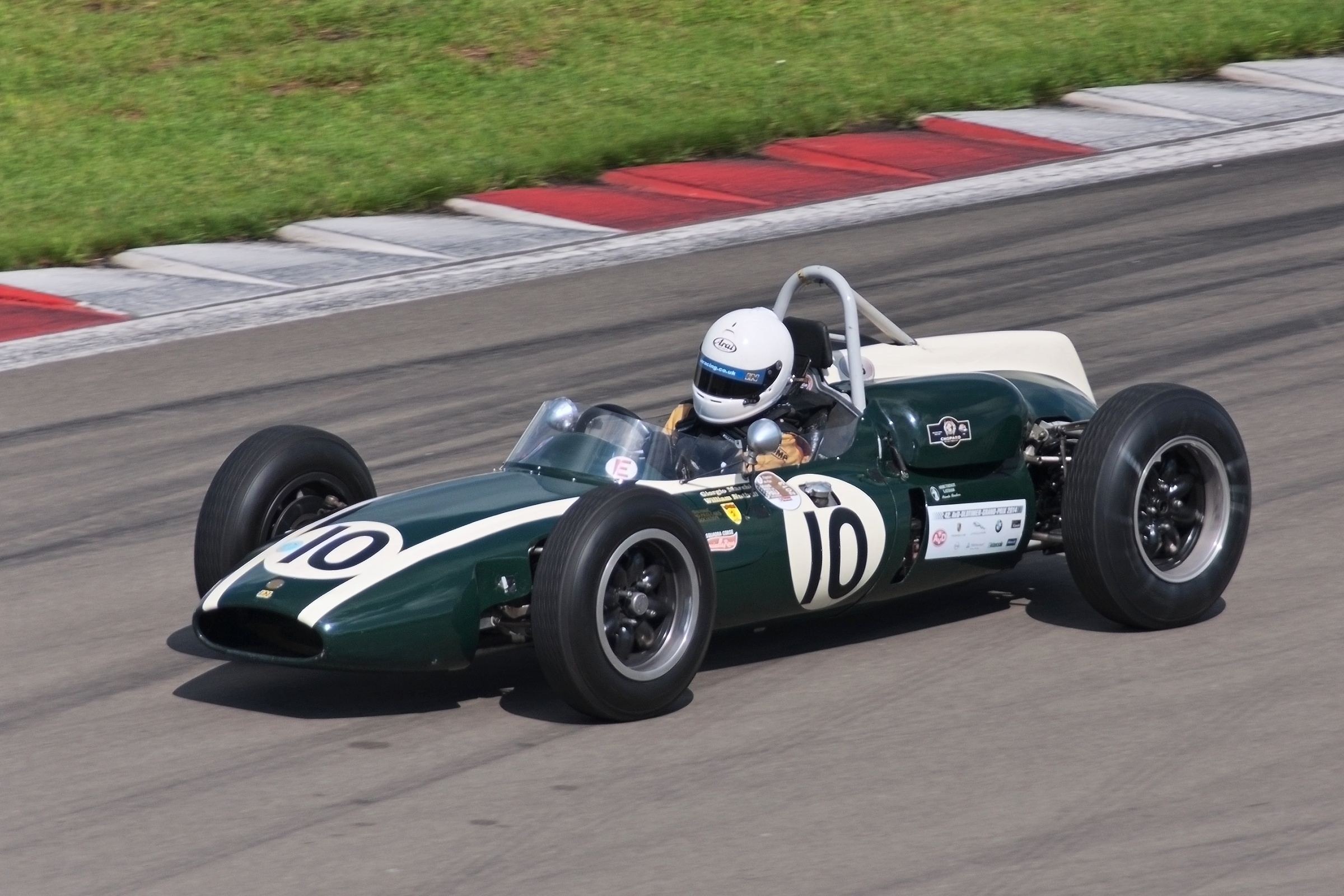
Cooper T53 (1959 et 1960)
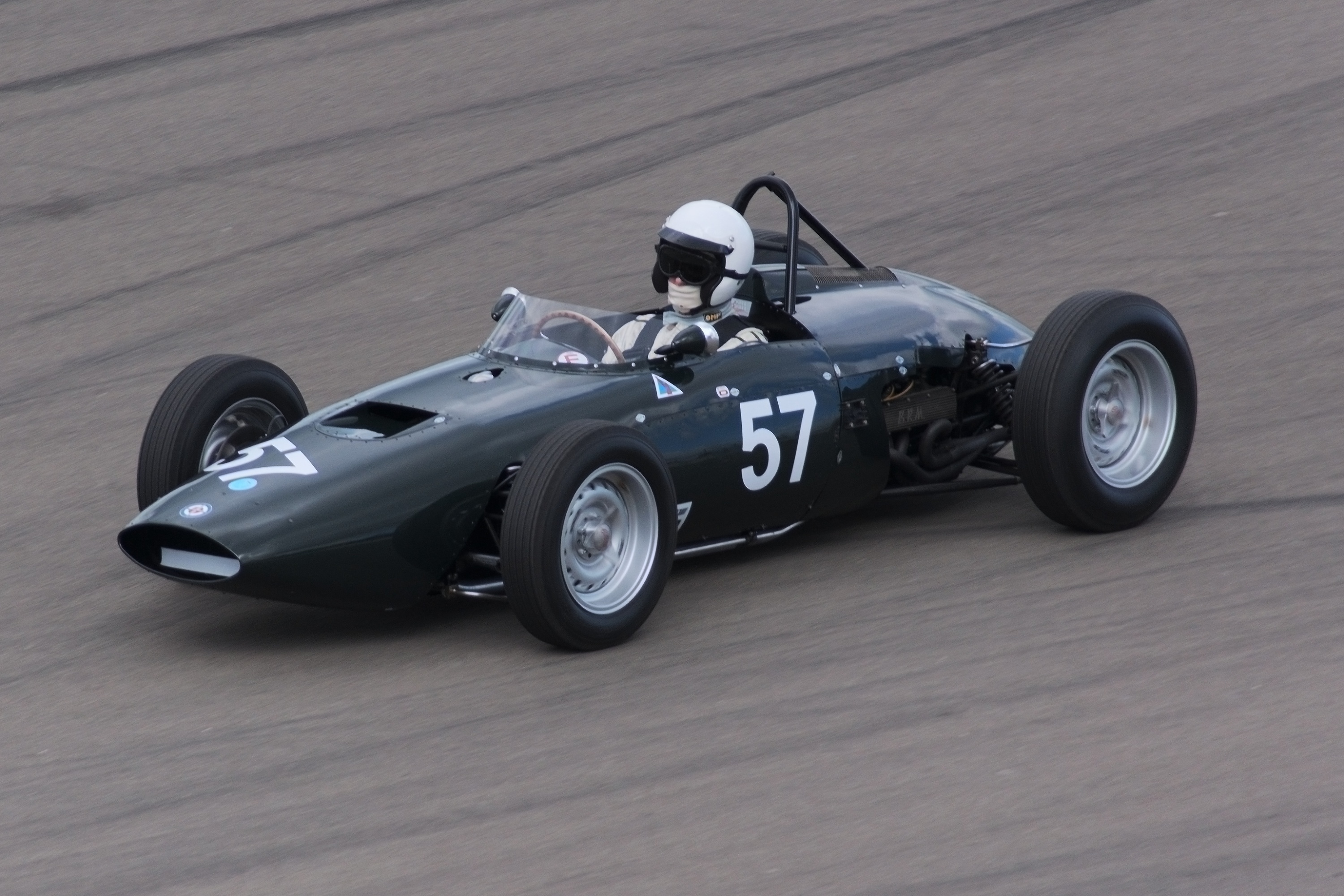
BRM P57 (1962)
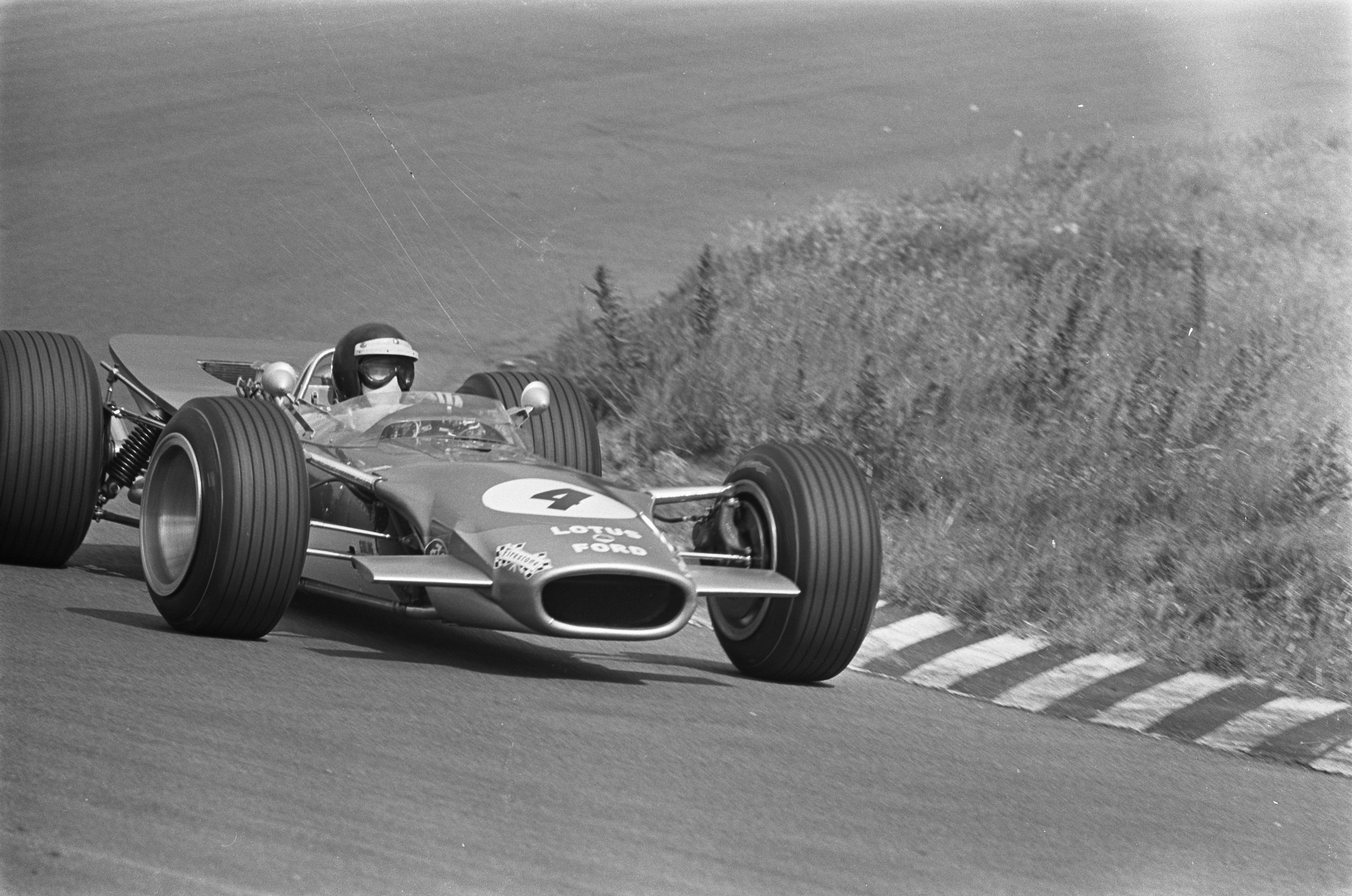
Lotus 49B (1968)
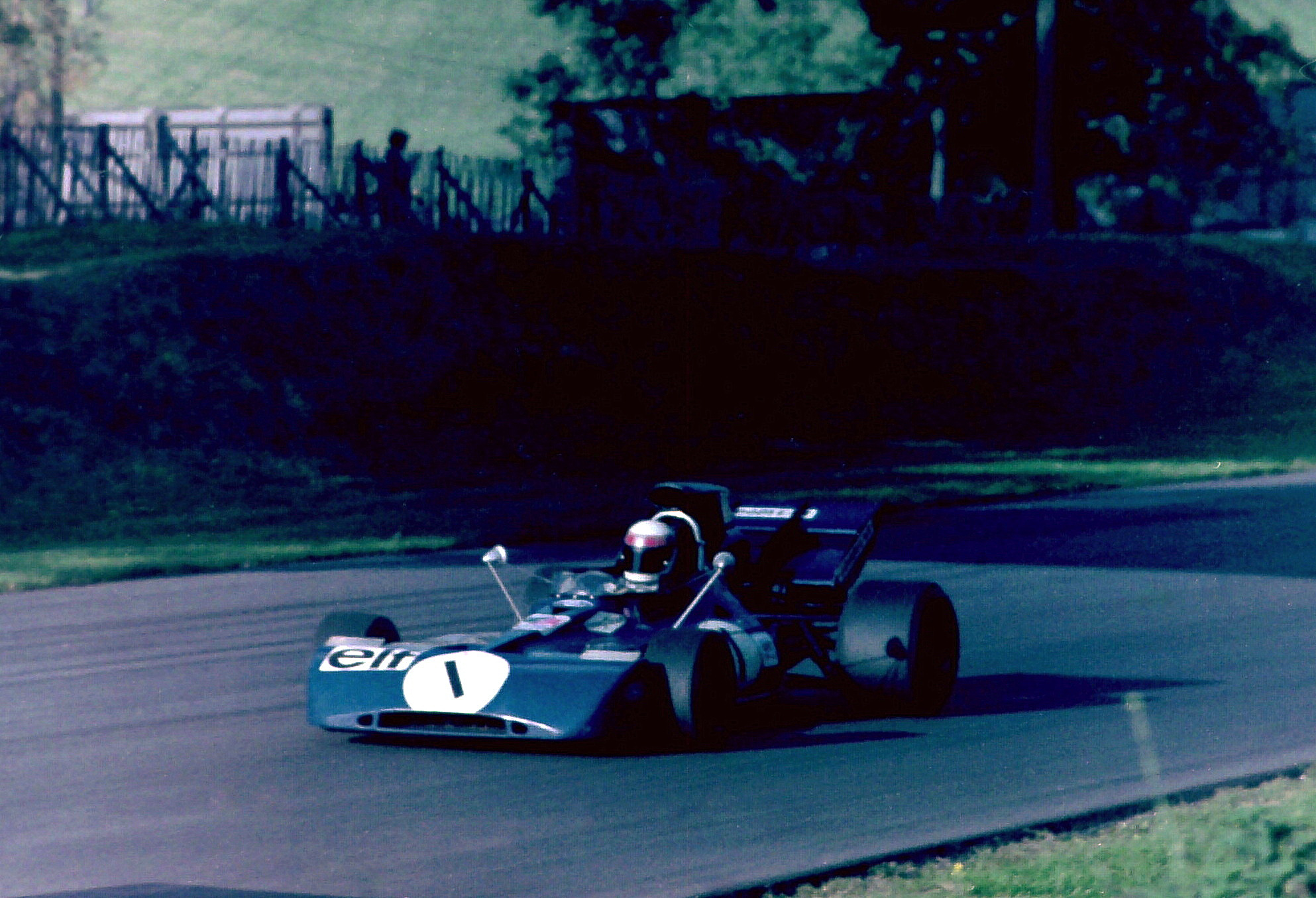
Tyrrell 003 (1971)
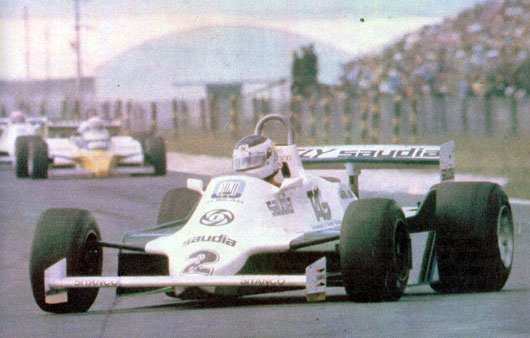
Williams FW07C (1981)
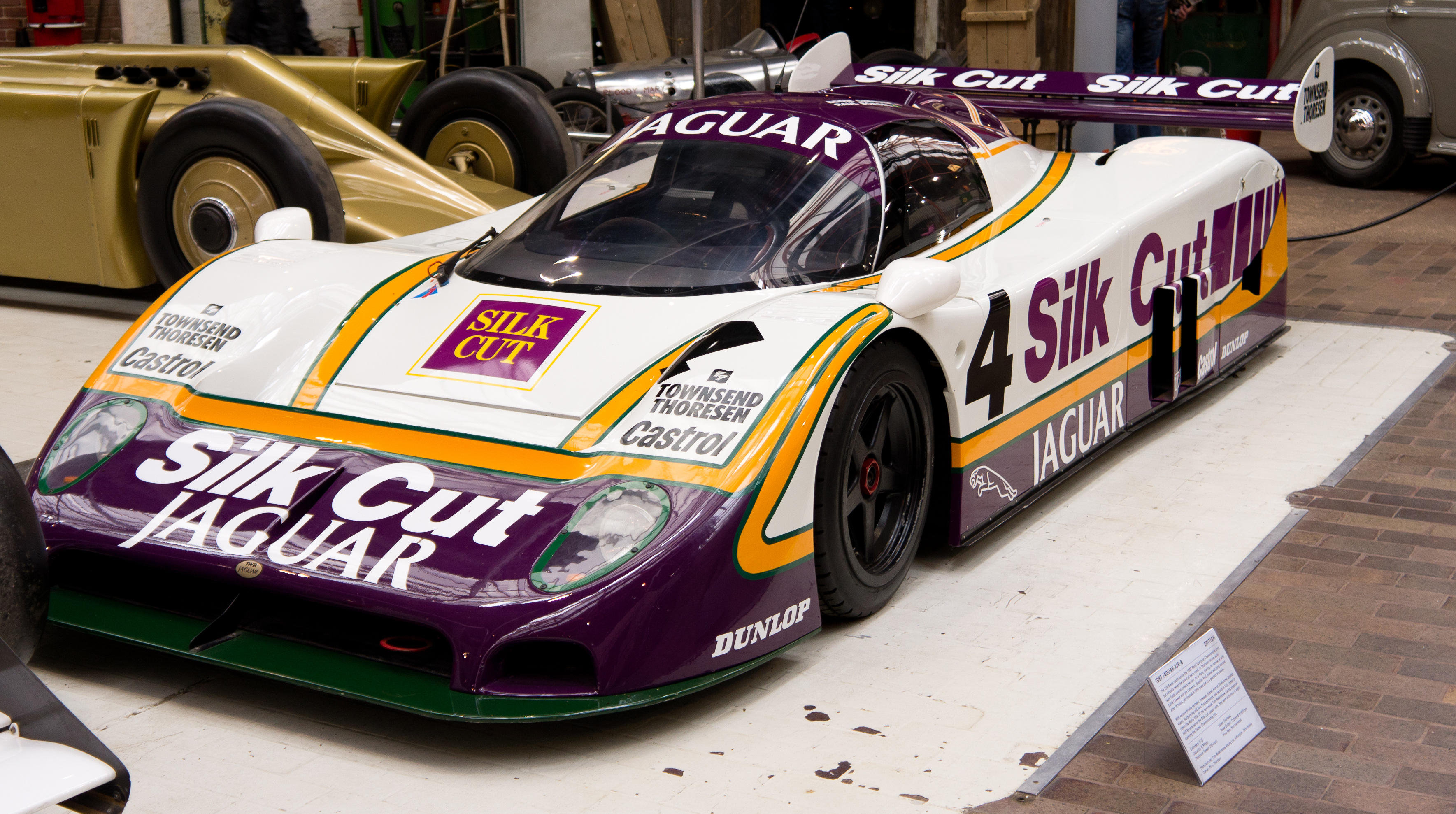
Jaguar XJR-8 (1987)
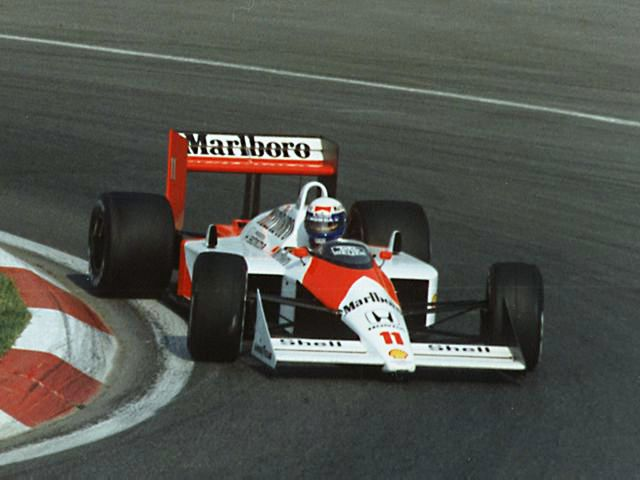
McLaren MP4/4 (1988)
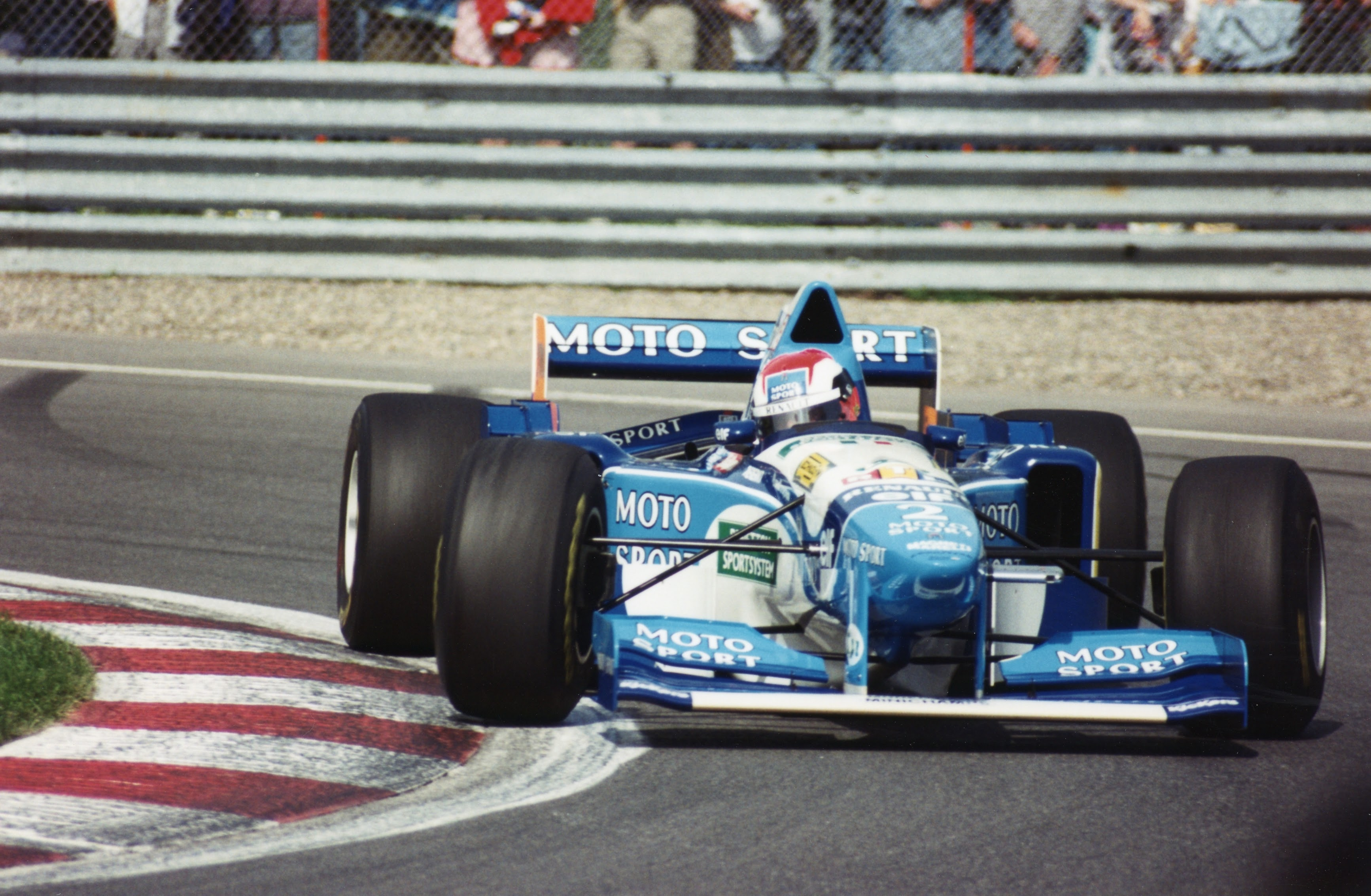
Benetton B195 (1995)
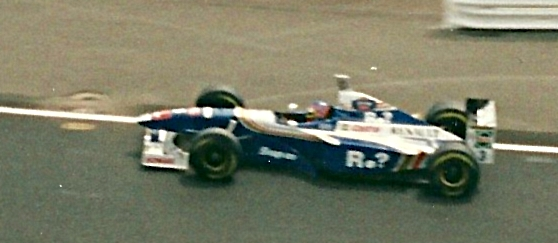
Williams FW19 (1997)
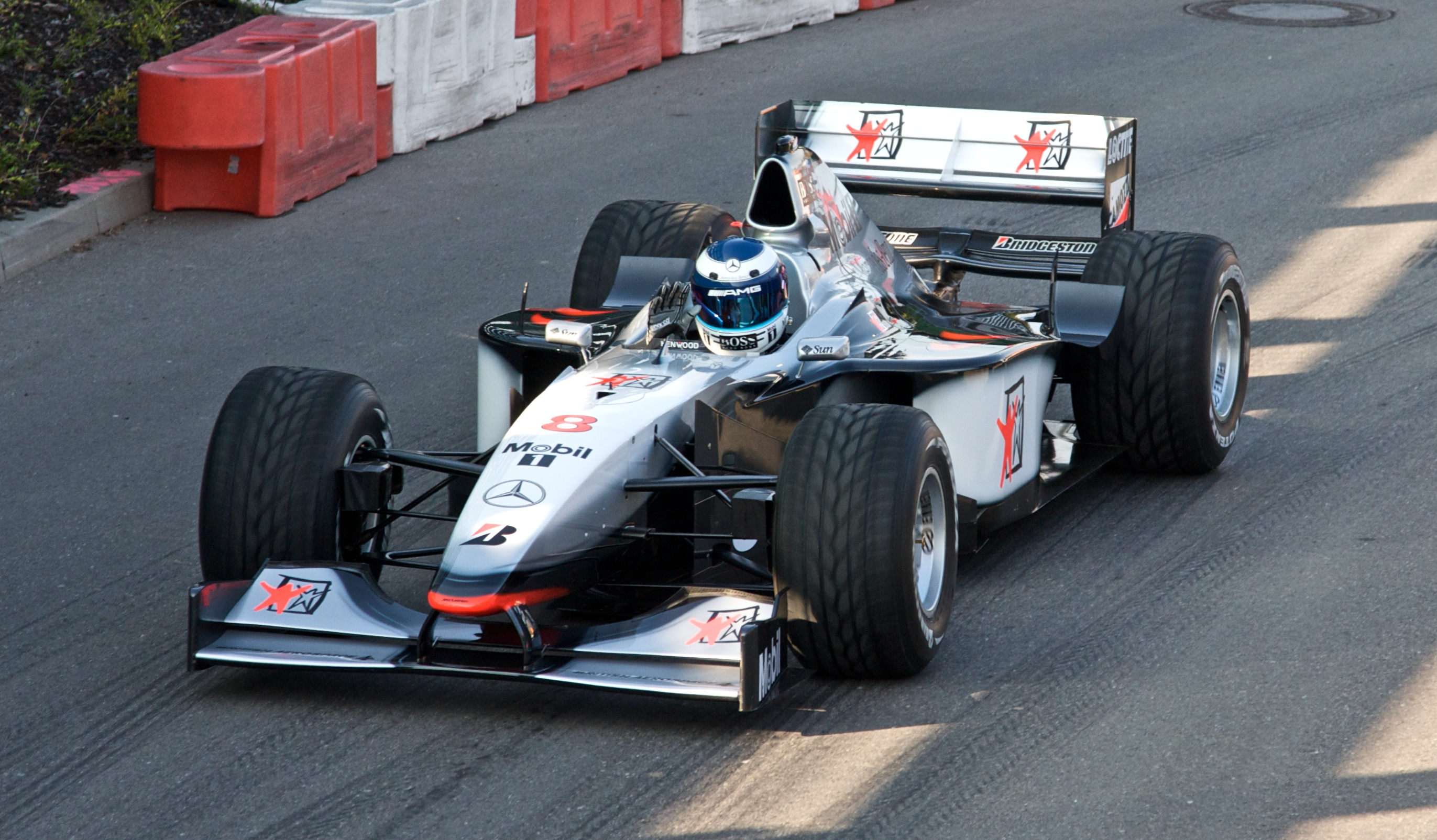
McLaren MP4-13 (1998)
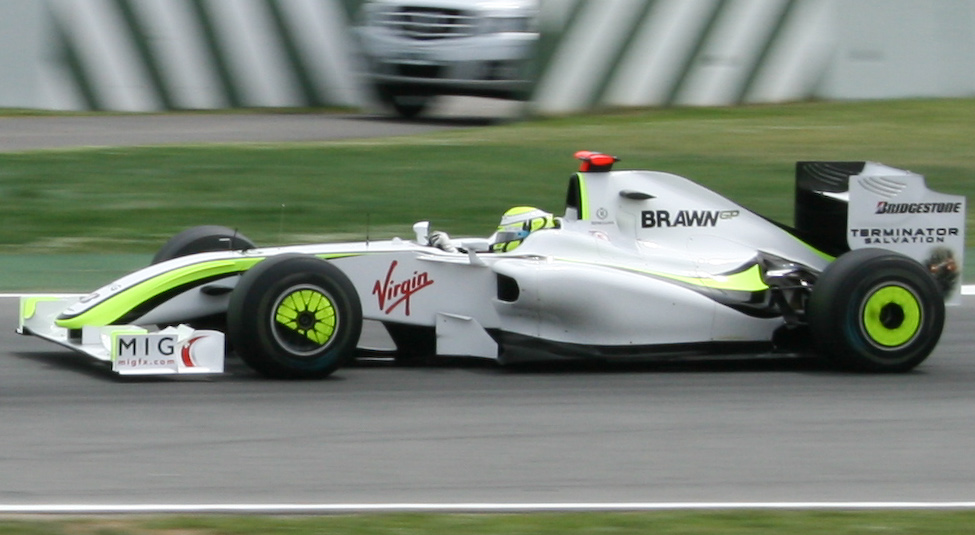
Brawn BGP 001 (2009)
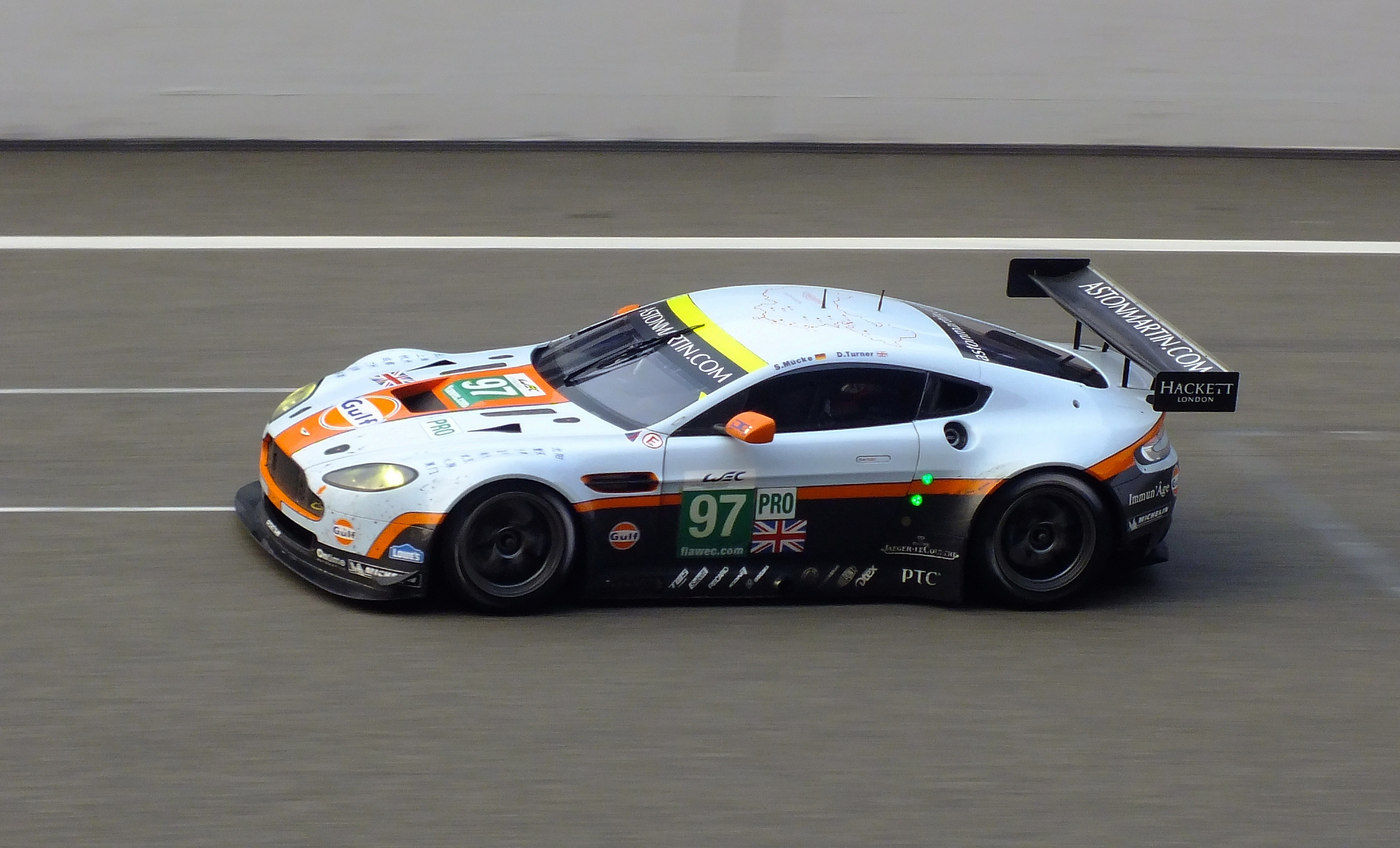
Aston Martin V8 Vantage GTE (2014)

- Championnat du monde Formule 1
  - Vanwall : une fois, en 1958
  - Cooper : deux fois, en 1959 et 1960
  - BRM : une fois, en 1962
  - Lotus : sept fois, en 1963, 1965, 1968, 1970, 1972, 1973, 1978
  - Brabham : deux fois, en 1966 et 1967
  - Tyrrell : une fois, en 1971
  - McLaren : huit fois, en 1974, 1984, 1985, 1988, 1989, 1990, 1991, 1998
  - Williams : neuf fois, en 1980, 1981, 1986, 1987, 1992, 1993, 1994, 1996, 1997
  - Benetton : une fois, en 1995
  - Brawn : une fois, en 2009
- Championnat du monde des voitures de sport
  - Aston Martin : une fois, en 1959
  - Jaguar : trois fois, en 1987, 1988 et 1991
- Championnat FIA GT et Championnat du monde FIA GT1
  - Aston Martin : deux fois, en 2006 et 2011
- Championnat du monde d'endurance
  - Aston Martin Racing : trois fois, en 2014 (catégorie GTE Am), 2016 (catégorie GTE Pro) et 2017 (catégorie GTE Am)